# ボブ田中
ボブ田中（ぼぶたなか、1962年 - ）は、日本のクリエイティブディレクター、マーケッターである。

## 人物・来歴
宮城県出身。中央大学杉並高等学校卒業、中央大学法学部卒業。オハイオ・ウェスリアン大学中退。うお座。血液型はA型。
アイデアクリエイター。宮城県生まれ。本田技研工業、大広、ADKを経て、2011年プランニング＆クリエイティブ事務所「ボブ田中事務所」を設立。代表取締役を務める。これまでにフマキラー、東武鉄道などの企業のマーケティング戦略立案やクリエイティブディレクションを手がける。マスメディアに頼らないメディアニュートラルなコミュニケーションデザインは内外で高い評価を得ている。2006年カンヌ国際広告祭、2007年アジア太平洋国際広告祭で審査員を務めた。東北芸術工科大学教授。東北芸術工科大学大学院仙台スクール教授。プランニングユニットCOINコミュニケーションデザイナー、日本広告学会会員。

## 審査員歴
- 2006年
  - カンヌ国際広告祭　ダイレクト部門
- 2007年
  - アジア太平洋国際広告祭　ダイレクトロータス部門

## 著書
- アイデアの出し方（ISBN 978-4883997916）
- あっ、ひらめいた！（ISBN 978-4788907805）
- 殿様ブランディンクで売れる・儲かる（ISBN 978-4534043153）
- 広告のことが面白いほどわかる本（ISBN 978-4806136835）
- 感動体験マーケティング―日本の子どもをたくましく育てる（ISBN 978-4883351923）

## 関連記事
- アイデアのつくり方に関するインタビュー動画
- 広告クリエイティブに関するインタビュー記事
- 日本酒の新商品開発に関する記事
- 蔵王名物花火に関する記事
- 月刊I.M.Pressでの連載